# Csiszár József
Csiszár József (Magyaróvár, 1901. augusztus 19. – Mosonmagyaróvár, 1955. október 13.) tejgazdasági szakember; mikrobiológiai tejipari technológus, a mezőgazdasági tudomány kandidátusa (1952)

## Élete
1924-ben gazdasági oklevelet szerzett a Magyaróvári Magyar Királyi Gazdasági Akadémián. 1926-tól a Magyaróvári Tejkísérleti Állomás munkatársa, 1940-től igazgatója lett. 1941-ben Tejgazdaság címmel a szakma első tudományos és népszerűsítő szaklapját indított el, amely kétéves megszakítással 1950-ig megjelent. A nemzetközi hírű szakember 1949-ben elvégezte a Magyar Agrártudományi Egyetem Mosonmagyaróvári Osztályán a IV. évfolyamot, és ezzel okleveles mezőgazda lett. 1952-ben megszerezte a mezőgazdasági tudományok kandidátusa címet. Állandó előadója volt az élelmiszer-higiéne és tejipari tanfolyamoknak, s tevékenyen részt vett a Mezőgazdasági Tudományos Egyesület munkájában is. 1953-ban az Agrártudományi Egyetem meghívta előadónak. Tudományos és szakirodalmi munkásságát 15 könyv, több száz tanulmány, ismeretterjesztő cikk és néhány jelentős kézirat őrzi. Kísérletezett új típusú exportsajt készítésével. Ez a keménysajt Pannónia néven fontos exportcikk lett. Csiszár József figyelme kezdetben a tejipari bakteriológia felé irányult, később inkább a technológia érdekelte. A sajt minőségét javító új érlelési módot vezetett be. Emberi, vezetői és tudósi értékeléséhez hozzátarozik az a személyes bátorságra valló történet, amely szerint elkísérte, majd 1947-ben sértetlenül visszahozta az általa vezetett kísérleti intézet Németországba hurcolt értékes berendezését. Egyetemi tanárrá történő kinevezését már nem érhette meg, 1955. október 13-án Mosonmagyaróváron elhunyt. A magyaróvári temetőben lévő családi sírboltban nyugszik.

## Művei
- Tejgyűjtő és fölözőüzemek (Mosonmagyaróvár, 1940)
- Az óvári sajt készítése (Mosonmagyaróvár, 1940)
- Tejipari technológia (I-II, Budapest, 1952-1954)